# Harmalin
Harmalin (summaformel C13H14N2O, IUPAC-namn 7-metoxi-1-metyl-4,9-dihydro-3H-pyrido[3,4-b]indol) är en kemisk förening som förekommer i bland annat växten ayahuasca. Harmalin är en fluorescerande indolalkaloid från gruppen harmala alkaloider och beta-karboliner. Det är den delvis hydrerade formen av harmin.

## Förekomst i naturen
Olika växter innehåller harmalin inklusive Peganum harmala (Harmelbuske) samt den hallucinogena drycken ayahuasca, som traditionellt bryggs med Banisteriopsis caapi. Med 3 procent torrvikt kan de harmala alkaloiderna extraheras från harmelbuskens frön.

## Effekter
Harmalin är en centralstimulerande och en "reversibel hämmare av monoaminoxidas" (MAO-A). Detta innebär att risken för en hypertensiv kris, en farlig hög blodtryckskris orsakad av att äta tyraminrika livsmedel som ost, sannolikt är lägre med harmalin än med irreversibla MAO-hämmare som fenelzin.

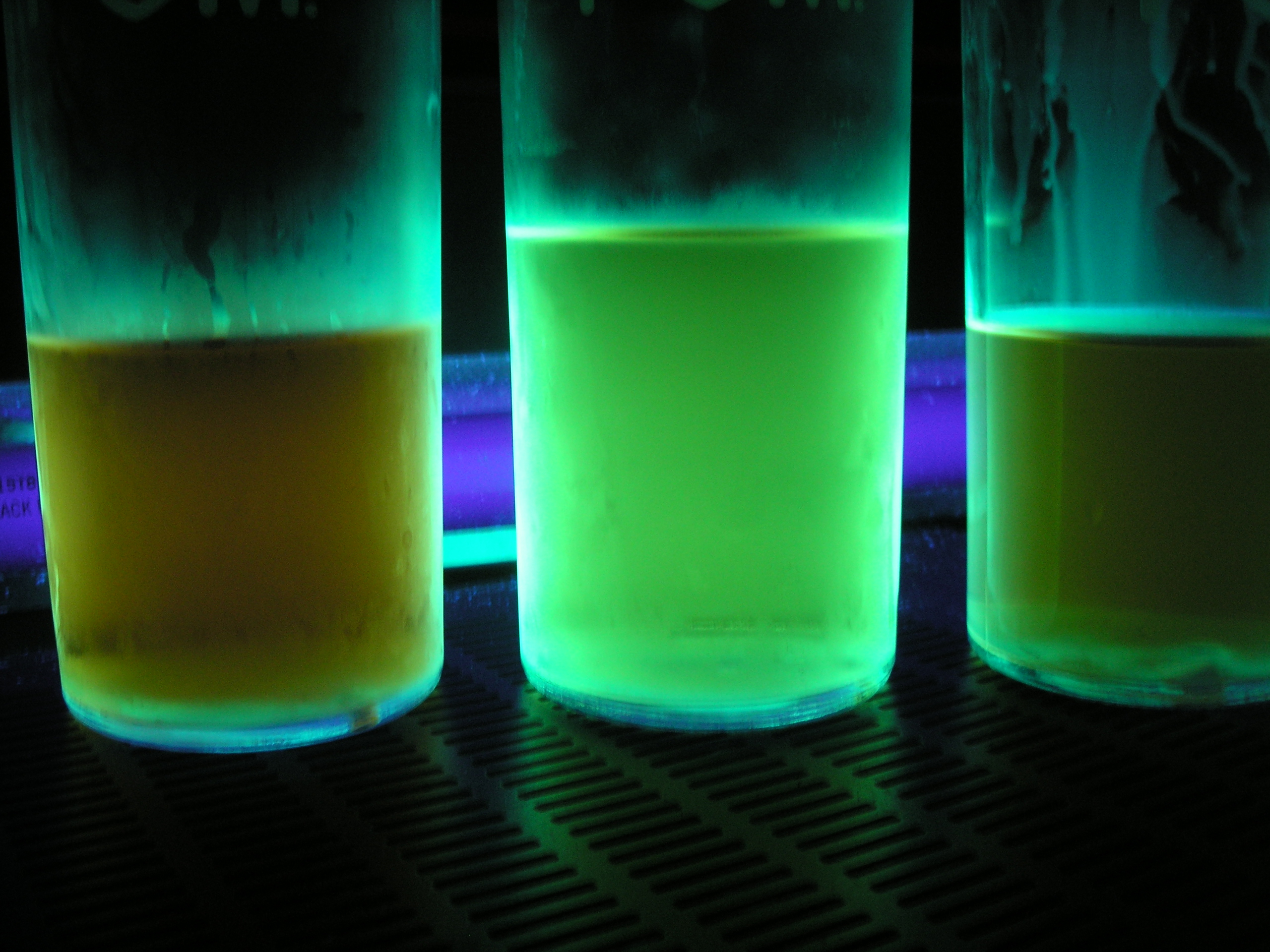
Harmalin och harminfluorescerare under ultraviolett ljus. Dessa tre extraktioner anger att den mellersta har en högre koncentration av de två föreningarna.

Harmala alkaloiderna är psykoaktiva hos människor. Harmalin har visat sig fungera som en acetylkolinesterashämmare.  Harmalin stimulerar också striatal dopaminfrisättning hos råttor vid mycket höga dosnivåer. Eftersom harmalin är en reversibel hämmare av monoaminoxidas A, kan det i teorin inducera både serotonergt syndrom och hypertensiva kriser i kombination med tyramin, serotonergika, katekolaminergika läkemedel eller prodrugs. Harmalinhaltiga växter och tryptaminhaltiga växter används i ayahuascabryggor. De hämmande effekterna på monoaminoxidas gör det möjligt för dimetyltryptamin (DMT), den psykoaktivt framträdande kemikalien i blandningen, att kringgå den omfattande förstapassmetabolismen som den genomgår vid intag, vilket gör att en psykologiskt aktiv mängd av kemikalien kan existera i hjärnan under en mätbar tidsperiod. Harmalin tvingar den anabola metabolismen av serotonin till N-acetylserotonin (normelatonin), och sedan till melatonin, kroppens huvudsakliga sömnreglerande hormon och en kraftfull antioxidant.
United States Patent Number 5591738 beskriver en metod för att behandla olika kemiska beroenden genom intag av harmalin och eller andra betakarboliner.
En studie har rapporterat den antivirala aktiviteten av harmalin mot herpes simplex virus1 och 2 (HSV-1 och HSV-2) genom att hämma omedelbar tidig transkription av viruset vid icke-cytotoxisk koncentration.
Harmalin är känt för att fungera som en histamin N-metyltransferashämmare. Detta förklarar hur harmalin framkallar dess vakenhet-främjande effekter.

## Juridisk status
Som exempel på hur harmalin bedöms av samhället kan nämnas att 
i Australien anses harmalaalkaloider vara förbjudna schema 9-ämnen enligt giftstandarden (oktober 2015). I Kanada är harmalin och harmalol schema III-kontrollerade ämnen enligt lagen om kontrollerade droger och ämnen. Varje person som befinns inneha en bilaga III-drog är skyldig till ett åtalbart brott och kan dömas till fängelse i högst tre år.